# تيري أوغدن
تيري أوغدن (بالإنجليزية: Terry Ogden)‏ هو لاعب كرة قدم أسترالية أسترالي، ولد في 25 مارس 1911 في Northcote, Victoria ‏ في أستراليا، وتوفي في 2 مارس 1935 في Fairfield, Victoria ‏ في أستراليا.

## وصلات خارجية
- تيري أوغدن على موقع AustralianFootball.com (الإنجليزية)
- تيري أوغدن على موقع AFLtables.com (الإنجليزية)